# Вовчухівська школа
Вовчухівська загальноосвітня школа І-ІІ ступенів — навчальний заклад у с. Вовчухи Львівської області.

## Історія
Будівництво розпочалось у 1958 році, у 1961 році школа почала функціонувати. У 2000 році була газифікована. Директорами були:
- Попіль М. П. — 1961—1969 роки
- Цомік Р. Є. — 1969—1970 роки
- Пасічник Л. Ф. — 1970−1981 роки
- Фартушок М. В. — 1981—2019 роки
- Блащак К. С. — 2019-по сьогодні

## Опис
Форма власності — комунальна.
Директор — Блащак Катерина Степанівна, заступник директора — Врублевська Ольга. Навчально- виховний процес у школі забезпечує 15 вчителів за кваліфікацією:
- вища категорія — 1 чол.
- І категорія — 7 чол.
- спеціалісти — 7 чол.

Приміщення складається з однієї будівлі, в якій може навчатися 320 учнів. За школою закріплено 2,5 га землі, на яких розміщені будинок школи, майстерня, вбиральні, подвір'я, сад та спортивний майданчик.
На сьогодні у школі навчається 68 учнів. З них:
- у 1-4 класах — 34 учні
- у 5-9 класах — 34 учні